# Tuenno
Tuenno est une ancienne commune italienne d'environ 2 400 habitants située dans la province autonome de Trente, dans la région du Trentin-Haut-Adige, dans le Nord-Est de l'Italie. Elle fusionne le 1er janvier 2016 avec Nanno et Tassullo pour former Ville d'Anaunia.

## Administration
| Période                                  | Période | Identité | Étiquette | Qualité |
| ---------------------------------------- | ------- | -------- | --------- | ------- |
|                                          |         |          |           |         |
| Les données manquantes sont à compléter. |         |          |           |         |

### Communes limitrophes
Cles, Tassullo, Dimaro, Nanno, Terres, Flavon, Denno, Cunevo, Campodenno, Ragoli, Spormaggiore, Molveno.